# Perityleae
Perityleae es una tribu de plantas con flores perteneciente a la subfamilia  Asteroideae dentro de la familia de las asteráceas. Tiene los siguientes géneros.

## Géneros
- Amauria
- Eutetras
- Galeana
- Pericome
- Perityle
- Villanova